# Hofmillerstraße 32 (München)

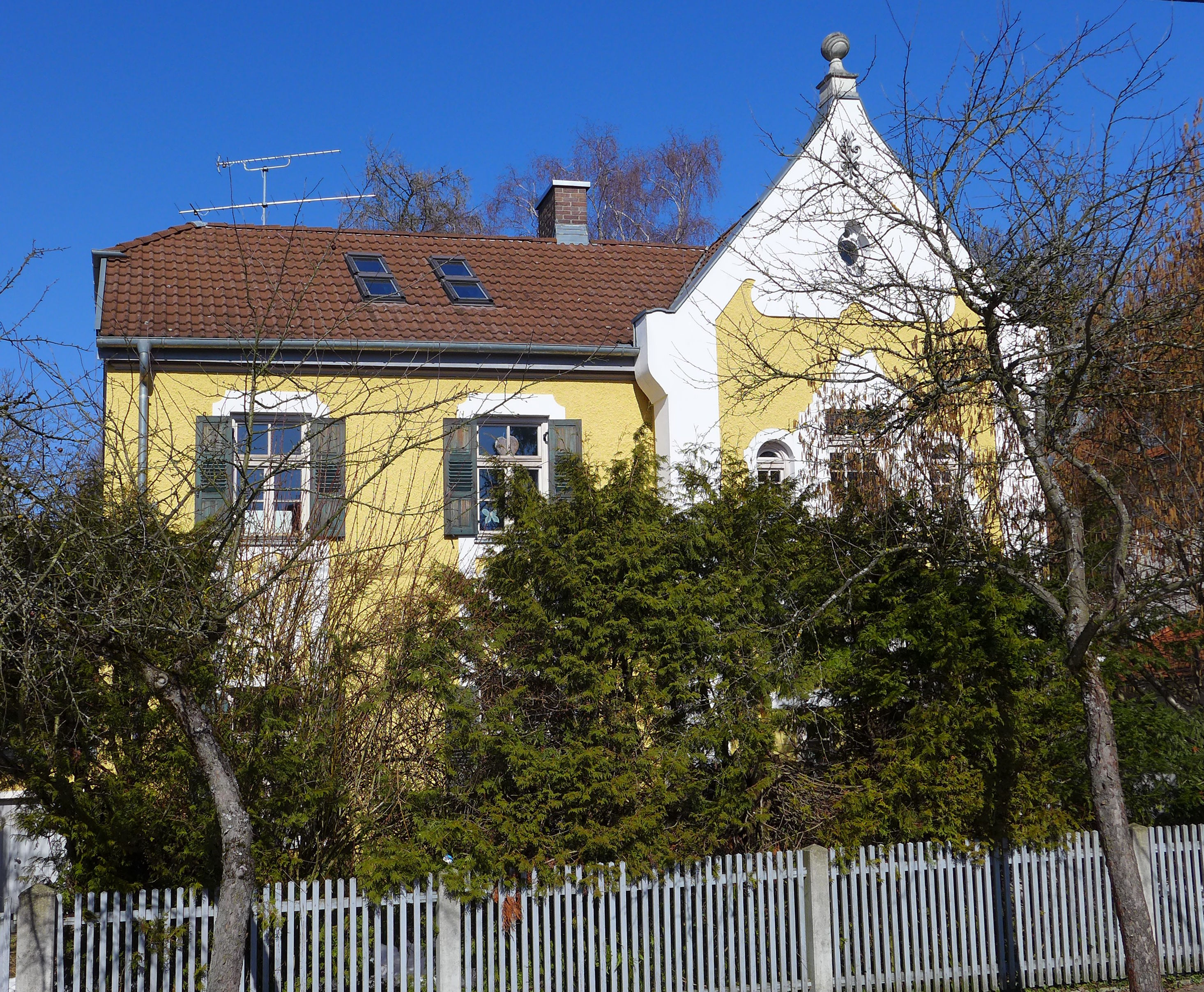
Haus Hofmillerstraße 32 in Obermenzing

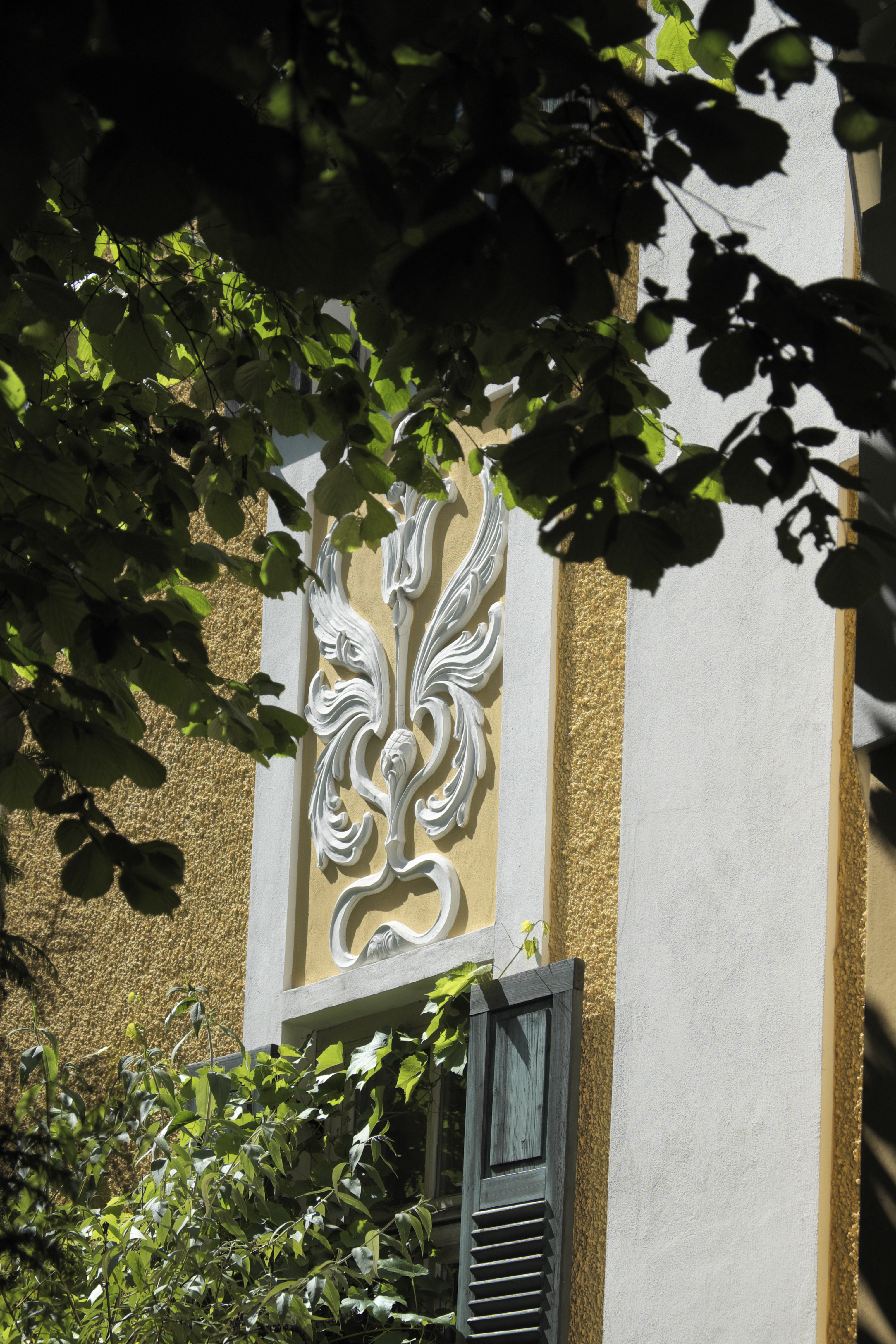
Stuckrelief

Das Wohnhaus Hofmillerstraße 32 im Stadtteil Obermenzing der bayerischen Landeshauptstadt München wurde 1899/1900 errichtet. Die Villa an der Hofmillerstraße ist ein geschütztes Baudenkmal.
Das Haus wurde von August Exter und Otto Numberger für den aus Schweinfurt stammenden Ciseleur Ferdinand Spott erbaut. Mit der Familie Spott zog auch der Maler Heinrich Fick ein, Schwiegersohn von Ferdinand Spott.
Das Haus entspricht dem in der Villenkolonie Pasing II häufig vorkommenden Typus mit seitlichem Giebelrisalit. Die Fensterachsen sind mit Stuckfeldern hervorgehoben.
Innen wurde die Villa durch den Architekten Thomas Greindl in den Jahren 1988/89 sorgsam und in enger Zusammenarbeit mit dem Landesamt für Denkmalpflege wieder in den Originalzustand versetzt. Da sich alle originalen Baupläne im Besitz der damaligen Eigentümerfamilie Müller und Greindl befanden, welche auch direkte Nachkommen von Ferdinand Spott sind, konnte die in den 1960er Jahren zerstörte Putzfassade im Jugendstil 1998/99 wieder rekonstruiert werden.